# Hugh Fraser (acteur)
Pour les articles homonymes, voir Hugh Fraser.
Hugh Fraser est un acteur anglais né le 23 octobre 1945 à Londres. Il est connu, à partir de 1989, pour son rôle du capitaine Hastings dans la série Hercule Poirot, aux côtés de David Suchet dans le rôle-titre et, de 1994 à 2006, pour le rôle de Lord Wellington (Sir Arthur Wellesley) dans la série Sharpe (en) aux côtés de Sean Bean (dans le rôle-titre) et Daragh O'Malley as "Sergeant Harper". Il succède, dans la série Sharpe à David Throughton qui a tenu ce rôle lors des deux premiers épisodes.

## Biographie
Il est élevé dans la région des East Midlands.
Hugh Fraser est notamment connu pour avoir interprété le rôle du capitaine Hastings aux côtés de David Suchet, interprète du personnage d'Hercule Poirot, dans 41 épisodes de la série télévisée Hercule Poirot, réalisés de 1989 à 2002 (il réapparaîtra en 2014 pour l'épisode Les Quatre ainsi que pour l'ultime épisode de la série, Hercule Poirot quitte la scène, après avoir été absent pendant cinq saisons).
Il est également le narrateur d'une quarantaine de livres audio non abrégés, représentant au moins 200 heures de lecture, de romans et recueils de nouvelles d'Agatha Christie. Parmi ces œuvres, une douzaine ne mettent pas en scène le personnage d'Hercule Poirot.

## Filmographie

### Cinéma
- 1971 : Deviation de José Ramón Larraz
- 1976 : The Ritz de Richard Lester : DJ
- 1977 : Les Duellistes de Ridley Scott
- 1979 : Guerre et Passion de Peter Hyams : Capitaine Harold Lester
- 1982 : Firefox, l'arme absolue de Clint Eastwood : Inspecteur de police Tortyev
- 1982 : Meurtre dans un jardin anglais de Peter Greenaway : Mr Talmann
- 1982 : Drôle de missionnaire de Richard Loncraine : Placeur au mariage
- 1983 : L'Héritier de la panthère rose de Blake Edwards : Dr Arno Stang
- 1992 : Jeux de guerre de Phillip Noyce : Geoffrey Watkins
- 1996 : Les 101 dalmatiens de Stephen Herek : Frederick, Cruella De Vill's Sycophant
- 2003 : Chaos and Cadavers de Niklaus Hilber : Mr Fraser
- 2004 : The Baby Juice Express de Michael Hurst : Arthur Burnett CBE
- 2010 : Jackboots on Whitehall d'Edward McHenry et Rory McHenry : Présentateur de la BBC / Gaston (voix)

### Télévision

#### Téléfilms
- 1977 : L'Homme au masque de fer (The Man in the Iron Mask) de Mike Newell : Montfleury
- 1979 : One Fine Day de Stephen Frears : Premier homme dans l'ascenseur
- 1982 : The World Cup: A Captain's Tale de Tom Clegg : Gordon Knightly
- 1983 : Nelly's Version de Maurice Hatton : Vendeur de brosses
- 1983 : Heartattack Hotel de Mike Vardy
- 1988 : Jack l'Éventreur de David Wickes : Sir Charles Warren
- 1990 : Lorna Doone d'Andrew Grieve : Roi Jacques II d'Angleterre
- 1992 : Advocates II de Peter Barber-Fleming : John Naismith
- 2001 : Le Bataillon perdu de Russell Mulcahy : Général DeCoppet
- 2003 : Safety Tips for Kids, court-métrage de Roz Mortimer : Narrateur
- 2005 : A Very Social Secretary de Jon Jones : Stephen Quinn
- 2014 : Crystal Skulls de Todor Chapkanov : John Sr.
- 2006 : Le Grand Charles de Bernard Stora : Harold Macmillan

#### Séries télévisées
- 1966 : Doctor Who : Militiaman (1 épisode)
- 1972 : Rainbow : Chanteur (1792)
- 1973 : Thirty-Minute Theatre (en) : Wally (1 épisode)
- 1976 : The Crezz : Nicholas (2 épisodes)
- 1976-1978 : Play for Today : Divers rôles (2 épisodes)
- 1977 : Target : Sergent Fraser (1 épisode)
- 1978 : Television Club : Kier Fewkes (2 épisodes)
- 1978 : Out : Des (2 épisodes)
- 1978 : Edward & Mrs. Simpson (mini-série) : Anthony Eden (2 épisodes)
- 1980 : ITV Playhouse : Geoff (1 épisode)
- 1980 : The Lost Tribe (mini-série) : Zelek Kaydan (3 épisodes)
- 1981 : Smuggler : Mr Arrow (2 épisodes)
- 1981 : The Olympian Way
- 1982 : Cloud Howe : Robert Colquohoun
- 1983 : Bizarre, bizarre : Paul Standing (1 épisode)
- 1983 : Reilly: The Ace of Spies (mini-série) : Hill (6 épisodes)
- 1984 : Bird of Prey 2 : Kellner (3 épisodes)
- 1985 : The Price (mini-série) : Richard Lefray (4 épisodes)
- 1985 : Edge of Darkness (mini-série) : Robert Bennett (4 épisodes)
- 1986 : Screen Two : Culick (1 épisode)
- 1986 : Call Me Mister : Gavin Winchell (1 épisode)
- 1987 : Yesterday's Dreams : Dearman (3 épisodes)
- 1987 : La Flétrissure : Vicaire (3 épisodes)
- 1987 : Lizzie's Pictures (mini-série) : Robert (2 épisodes)
- 1988 : The Bretts : Oliver Mortimer (4 épisodes)
- 1988 : Codename: Kyril (mini-série) : Peter Jackson
- 1988 : Game, Set, and Match : Giles Trent (3 épisodes)
- 1989-2002 et 2013 : Hercule Poirot : Capitaine Arthur Hastings (46 épisodes)
- 1991 : Screenplay : Adrian Harper (1 épisode)
- 1993 : Taggart : Bobby Gault (1 épisode)
- 1994-2006 : Sharpe : Arthur Wellesley, Duc de Wellington
- 1999 : Médecins de l'ordinaire : Marcus Menzies (2 épisodes)
- 2000 : Badger : Chris Harrington (1 épisode)
- 2003 : Death In Holy Orders (mini-série) : 'George Gregory (2 épisodes)
- 2004 : Flics toujours : Paul Adamson (1 épisode)
- 2004-2006 : The Alan Clark Diaries : Tristan Garel-Jones (5 épisodes)